# 浅井知浩
浅井 知浩（あさい ともひろ、1974年〈昭和49年〉8月 - ）は、日本の薬学者（細胞生物学・薬物送達学）、実業家。学位は博士（薬学）（静岡県立大学・2002年）。静岡県立大学薬学部教授・大学院薬学研究院教授、Luna RD株式会社取締役・最高技術責任者。
日本学術振興会特別研究員、三菱ウェルファーマ株式会社研究員、静岡県立大学薬学部准教授などを歴任した。

## 概要
細胞生物学や薬物送達学を専攻する薬学者である。遺伝子デリバリーシステムの開発などで知られている。日本学術振興会の特別研究員を経て、三菱ウェルファーマで研究に従事したのち、静岡県立大学で教鞭を執った。

## 来歴

### 生い立ち
1974年（昭和49年）生まれ。静岡県立大学の薬学部薬学科にて、薬学を学んだ。1997年（平成9年）に卒業すると、同大学の大学院に進学し、薬学研究科の博士課程にて学んだ。大学院生当時、第7回国際リポソーム会議にて研究成果を発表し、同会議のポスター優秀賞を受賞した。それらの業績から、静岡県立大学よりはばたき賞が授与されている。2002年（平成14年）、大学院の博士課程を修了し、博士（薬学）の学位を取得した。

### 薬学者として
大学院在学中の1999年（平成11年）4月、日本学術振興会の特別研究員に選任される。2002年（平成14年）4月、三菱ウェルファーマに採用され、研究員として同社の業務に従事した。2004年（平成16年）2月、母校である静岡県立大学に戻り、薬学部薬学科の講師に就任した。また、同大学の大学院薬学研究科においても、講師を兼務している。2012年（平成24年）、薬学研究科が生活健康科学研究科と統合・再編され、新たに2研究院1学府が発足した。それにともない、新設された薬学研究院にて講師を兼務した。なお、2011年（平成23年）7月から2012年（平成24年）6月にかけて、ノースカロライナ大学にて客員研究員を兼任していた。2013年（平成25年）4月、静岡県立大学の薬学部にて准教授に昇任した。なお、静岡県立大学の大学院においても、薬学研究院の准教授を兼務している。2016年（平成28年）3月には、静岡県立大学学長表彰を受けた。2018年（平成30年）4月、静岡県立大学の薬学部にて教授に昇任した。薬学部においては、主として薬学科の講義を担当し、医薬生命化学分野を受け持っていた。なお、静岡県立大学の大学院においても、薬学研究院の教授を兼務していた。大学院においては、薬食生命科学総合学府の講義を担当し、医薬生命化学教室を受け持っていた。2021年（令和3年）11月、ベンチャーとして設立されたLuna RDにて取締役に就任した。同社では最高技術責任者も兼務する。

## 研究
専門は薬学であり、特に細胞生物学や薬物送達学を研究している。薬物送達学の分野では、遺伝子デリバリーシステムの開発に取り組んでいる。また、リポソームと呼ばれる脂質二重層で囲まれた人工の球状体について、学生時代から研究を行っている。この分野においては、大学院生当時、国際リポソーム会議ポスター優秀賞を受賞している。現在では、腫瘍に対抗するリポソーム製剤の開発などを研究している。そのほかにも、腫瘍の新生血管傷害療法について研究を行っている。

## 略歴
- 1974年 - 誕生[4]。
- 1997年 - 静岡県立大学薬学部卒業[5]。
- 1999年 - 日本学術振興会特別研究員[3]。
- 2002年 - 静岡県立大学大学院薬学研究科博士課程修了[5]。
- 2002年 - 三菱ウェルファーマ研究員[3]。
- 2004年 - 静岡県立大学薬学部講師[3]。
- 2004年 - 静岡県立大学大学院薬学研究科講師。
- 2011年 - ノースカロライナ大学客員研究員[3]。
- 2012年 - 静岡県立大学大学院薬学研究院講師。
- 2013年 - 静岡県立大学薬学部准教授[3]。
- 2013年 - 静岡県立大学大学院薬学研究院准教授。
- 2018年 - 静岡県立大学薬学部教授[3]。
- 2018年 - 静岡県立大学大学院薬学研究院教授。
- 2021年 - Luna RD取締役[10]。

## 賞歴
- 2000年 - 第7回国際リポソーム会議ポスター優秀賞[6]。
- 2000年 - はばたき賞[7]。
- 2016年 - 静岡県立大学学長表彰[9]。

### 註釈
1. ↑  日本学術振興会は、2003年に独立行政法人日本学術振興会に改組された。
2. ↑  三菱ウェルファーマ株式会社は、田辺製薬株式会社と合併し、2007年に田辺三菱製薬株式会社に改組された。

## 関連人物
- 奥直人
- 小出裕之
- 米澤正